# Lijst van beelden in Hengelo (Overijssel)
Dit is een (onvolledige) chronologische lijst van beelden in Hengelo. Onder een beeld wordt hier verstaan elk driedimensionaal kunstwerk in de openbare ruimte van de Nederlandse gemeente Hengelo, waarbij beeld wordt gebruikt als verzamelbegrip voor sculpturen, standbeelden, installaties, gedenktekens en overige beeldhouwwerken.
| Geplaatst | Omschrijving                        | Kunstenaar                   | Straat                                           | Plaats               | Materiaal                           | Afbeelding                          |
| --------- | ----------------------------------- | ---------------------------- | ------------------------------------------------ | -------------------- | ----------------------------------- | ----------------------------------- |
| 1937      | Monument Coenraad Frederik Stork    | Gerard van Aalst             | C.T. Storkplein                                  | Hengelo              | brons, baksteen                     |                                     |
| 1954      | Overdracht                          | Martin Stolk                 | Breemarsweg, gevel Breemarsschool                | Wilderinkshoek       | beton                               |                                     |
| 1958/1959 | Wederopbouw                         | Martin Stolk                 | Europatunnel                                     | Hengelo              | gietsteen                           |                                     |
| 1959      | De geschiedenis van Hengelo         | Jan van Eyl                  | Europatunnel, boven voetgangersdoorgang          | Hengelo              | koper                               |                                     |
| 1963      | Midwinterhoornblazer                | Jan van Eyl en Marie Eitink  | Burgemeester Jansenplein, onderaan stadhuistoren | Hengelo              | brons                               |                                     |
| 1963      | Levensgang                          | Jan van Eyl en Marie Eitink  | Burgemeester Jansenplein, op stadhuistoren       | Hengelo              | brons                               |                                     |
| 1963      | Reliëf wapen van Hengelo            | Martin Stolk                 | Burgemeester Jansenplein, gevelsteen stadhuis    | Hengelo              | natuursteen                         |                                     |
| 1963      | Dier- en bloemmotieven              | Riemko Holtrop               | Burgemeester Jansenplein, gevel van stadhuis     | Hengelo              | geglazuurd baksteen                 |                                     |
| 196?      | Reliëf marktkraam                   | Marie Eitink                 | Markt, gebouw van marktmeester                   | Hengelo              | terracotta                          |                                     |
| 1965      | Herdenkingsmonument                 | Pieter de Monchy             | Burgemeester Jansenplein                         | Hengelo              | brons                               |                                     |
| 1968      | Dubbelspel                          | Carel Visser                 | Enschedesestraat / Wolter ten Catestraat         | Hengelo              | roestvast staal                     |                                     |
| 1971/1973 | Plastische structuur                | Jan Baetsen                  | Curiestraat / Semmelweisstraat                   | Woolde               | staal                               |                                     |
| 1970      | Stapeling 15 kwart cirkel segmenten | Jan Baetsen                  | Chopinstraat / Josef Haydnlaan                   | Hengelo              | granito                             |                                     |
| 1970      | Object 16, bijnaam Ballen van Bert  | Bert Meinen                  | Deldenerstraat                                   | Hengelo              | kunststof                           |                                     |
| 1970      | Sirenen                             | Nic Jonk                     | Staringstraat t.o. nr.336, vijver                | Groot Driene         | brons                               |                                     |
| 1972      | 5 cilinders                         | Jan Baetsen                  | Timmersweide / Lage Weide                        | Hengelo              | rvs                                 |                                     |
| 1975      | zonder titel                        | Evert Strobos                | Prins Bernhardplantsoen                          | Hengelo              | roestvast staal                     |                                     |
| 1976      | zonder titel                        | Ali Koubâa                   | P.C. Hooftlaan / Laan van Driene                 | Groot Driene         | staal                               |                                     |
| voor 1977 | zonder titel                        | Martin Stolk                 | Goudenregenstraat, bij voormalige Casimirschool  | Berflo Es            | gietsteen                           |                                     |
| voor 1977 | zonder titel                        | Martin Stolk                 | Coornhertstraat t.o. nummer 3                    | Groot Driene         | gietsteen                           | Abstract_kunstwerk_van_Martin_Stolk |
| 1977      | zonder titel                        | Martin Stolk                 | Semmelweisstraat, bij voormalige Woolderschool   | Woolde               | gietsteen                           |                                     |
| 1978      | Fontein                             | Bertine Bosch                | Wegtersweg, vijver van reinigingsdienst          | Woolde               | keramische tegels                   |                                     |
| 1979      | Zwevende kei I en II                | Ernst Varkevisser            | Bataafse Kamp                                    | Hengelo              | natuursteen, cortenstaal            |                                     |
| 1979      | zonder titel                        | Evert Strobos                | Hazenweg                                         | Woolde               | cortenstaal                         |                                     |
| 1979      | zonder titel                        | Evert Strobos                | Laan van Driene                                  | Groot Driene         | cortenstaal                         |                                     |
| 1979      | zonder titel                        | Evert Strobos                | Johan Buziaustraat                               | Hasseler Es          | cortenstaal                         |                                     |
| 1980      | Verbinding                          | Jan Baetsen                  | Laan van Driene/Boekweitweg                      | Groot Driene         | rvs                                 |                                     |
| 1982      | Monolineair Junction II             | Lucien den Arend             | Woolder es                                       | Woolde               | rvs                                 |                                     |
| 1983      | zonder titel                        | Theo van Brunschot           | Prins Bernhardplantsoen                          | Hengelo              | Zweeds graniet                      |                                     |
| 1983      | zonder titel                        | Arno Kramer en Daan Weyl     | Mozartlaan                                       | Hengelo              | beton, roestvast staal              |                                     |
| 1984      | zonder titel                        | Dick Cassée                  | Bevrijderslaantje                                | Woolde               | rvs                                 |                                     |
| 1984      | Monopoliet                          | Ubbo Scheffer                | Prins Bernhardplantsoen                          | Hengelo              | Frans kalksteen                     |                                     |
| 1985      | Symbool van samenwerking            | Marian van Lookeren Campagne | Cruys Voorberghstraat                            | Hengelo, Hasseler Es | keramiek                            |                                     |
| 1990      | Licht en lucht                      | André Boone                  | Krabbenbosplein                                  | Wilderinkshoek       | metaal, beton                       |                                     |
| 1991      | zuil met muzieknoten                | Caspar Slijpen               | Deldenerstraat, bij muziekschool                 | Woolde               | roestvast staal                     |                                     |
| 1991      | Seven generations                   | Frederick Franck             | Rabatstraat / Madridstraat, in vijver            | Slangenbeek          | cortenstaal                         |                                     |
| 1993      | Escalade                            | Jos Willems                  | Beatrixstraat                                    | Hengelo              | brons, cortenstaal                  |                                     |
| 1993/1994 | zonder titel                        | Willem Kind                  | Industrieplein                                   | Berflo Es            | staal                               |                                     |
| 1997      | zonder titel                        | Ali Koubâa                   | Pastoriestraat                                   | Hengelo              | staal, steen                        |                                     |
| 1997      | Trafohuisje                         | Eric Sloot                   | Haaksbergerstraat                                | Wilderinkshoek       | plaatstaal                          |                                     |
| 1999      | Tafel en 4 stoelen                  | Br-on                        | H. Leefsmastraat                                 | Hengelose Es         | beton                               |                                     |
| 2000      | zonder titel                        | Gerard de Vries              | Weusthagstraat                                   | Hengelose Es         | keramiek, staal                     |                                     |
| 2001      | Golf                                | Ricardo Lion-A-Kong          | Hennepstraat                                     | Groot Driene         | roestvast staal                     |                                     |
| 2003      | Ancestors                           | Peter Hoogers                | Turbinestraat                                    | Woolde               | cortenstaal                         |                                     |
| 2004      | De wandelaar                        | Rein Dool                    | Bornsestraat                                     | Woolde               | cortenstaal                         |                                     |
| 2006      | Hallo                               | Roelien Eenkhoorn            | Jan Gossaertstraat                               | Hengelose Es         | beton, hout                         |                                     |
| 2007      | Hengeler Weend                      | Ineke Visser                 | Westermaat, rotonde                              | Woolde               | staal                               |                                     |
| 2007      | Fanny Blankers-Koen                 | Antoinette Ruiter            | Kuipersdijk, bij Fanny Blankers-Koen Stadion     | Berflo Es            | brons                               |                                     |
| 2008      | zonder titel                        | Evert Strobos                | Bevrijderslaantje                                | Woolde               | cortenstaal, steen                  |                                     |
| 2008      | Tulipán IV                          | Jan Baetsen                  | Bevrijderslaantje                                | Woolde               | rvs                                 |                                     |
| 2011      | Blik                                | Jop Horst                    | Vijverlaan                                       | Wilderinkshoek       | staal                               |                                     |
| 2011      | Het afgedwaalde schaap              | Nanon Morsink                | hoek Krabbenbosweg en Tuindorpstraat             | Wilderinkshoek       | polyester, pvc-doek, roestvaststaal |                                     |
| 2012      | Badgasten                           | Marjolijn Mandersloot        | Markt                                            | Hengelo              | brons, staal, aluminium             |                                     |
| 2012      | Wiefie                              | Guusje Beverdam              | Beursstraat / Enschedesestraat                   | Hengelo              | keramiek                            |                                     |
| 2012      | Hier ligt mijn hart                 | Hettie Franken               | Jules Haeckstraat / Thomasstraat                 | Berflo Es            | roestvast staal                     |                                     |
| 2012      | Mooi zo voor mekaar                 | Ton Duivenvoorden            | Kamperfoeliestraat / Klimopstraat                | Berflo Es            | cortenstaal                         |                                     |
| 2012      | Watereiland                         | Jeroen Hoogstraten           | Huys Hengelo                                     | Woolde               | natuursteen                         |                                     |
| 2013      | Helical Holes                       | Rinus Roelofs                | Vijverlaan                                       | Tuindorp             | cortenstaal                         |                                     |
| 2022      | Oud in Nieuw                        | Saskia Wolters               | Woolderesweg 53 (Huis Het Woolde)                | Hengelo              |                                     |                                     |
| ?         | Driedelig denkbeeld                 | Pier van Dijk                | Beursstraat                                      | Hengelo              | metaal                              |                                     |
| ?         | Balspel (sgrafitto)                 | Hans de Boer                 | Paul Krügerstraat                                | Hengelo              | beton                               |                                     |
| ?         | zonder titel                        | Martin Stolk                 | Weusthagestraat, bij basisschool                 | Hengelose Es         | gietsteen                           |                                     |
| ?         | zonder titel                        | Ali Koubâa                   | Bornsestraat                                     | Woolde               | polyester                           |                                     |
| ?         | beschermde gelaagdheid 1            | Ali Koubâa                   | Bevrijderslaantje                                | Woolde               | hout, epoxy                         |                                     |